# وخز الضمير (قصيدة)

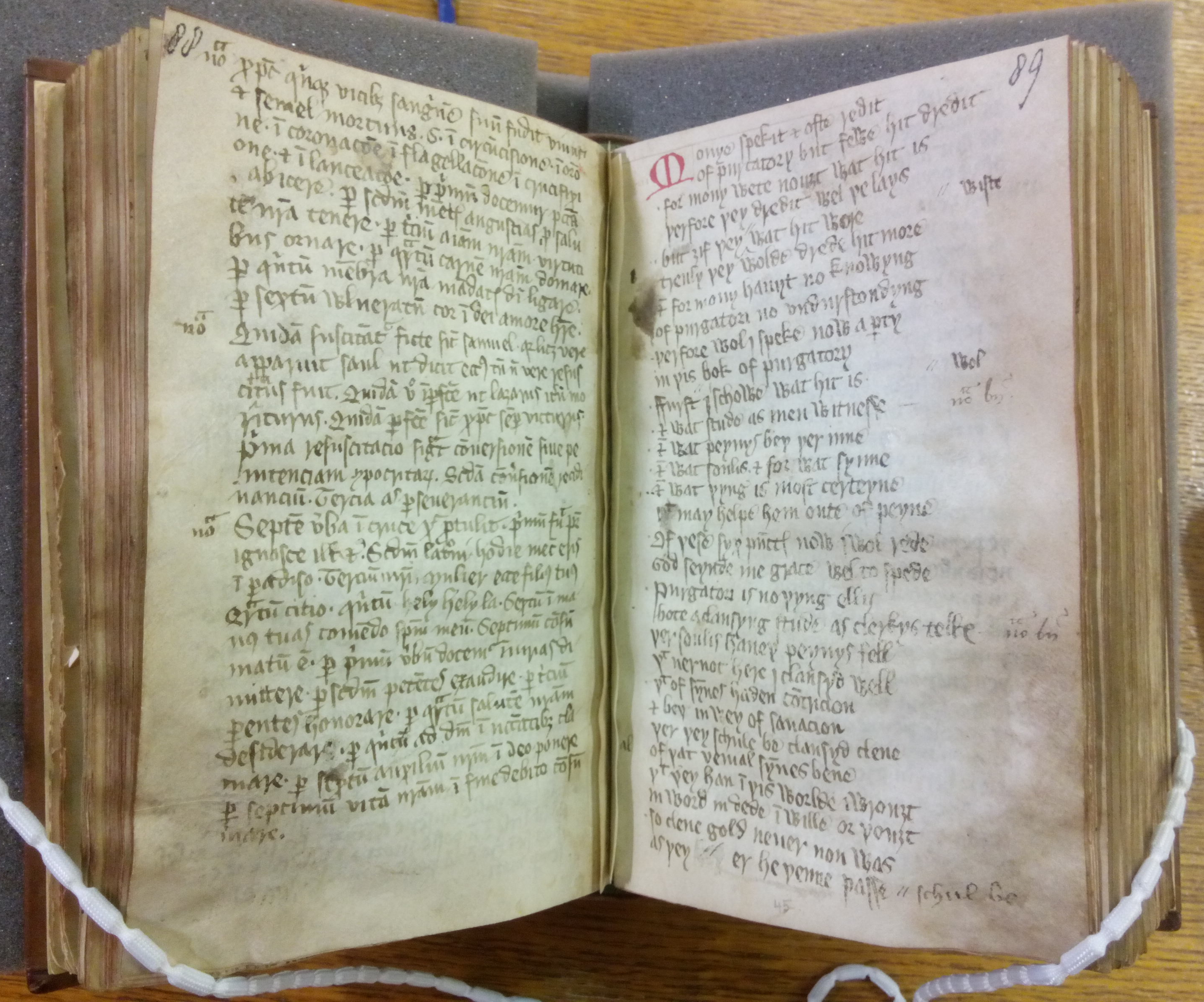
الصفحات 88-89 من جامعة ليدز، مكتبة بروذرتون، BC MS 500 (وخز الضمير). [http://library.leeds.ac.uk/special-collections-explore/118291 سجل الكتالوج

وخز الضمير هي قصيدة باللغة الإنجليزية الوسطى يعود تاريخها إلى النصف الأول من القرن الرابع عشر، تتميز هذه القصيدة بكونها دعوة قوية للتوبة والتفكير الذاتي، مما جعلها تحظى بشعبية واسعة في تلك الحقبة. وتُعدّ أكثر القصائد المكتوبة باللغة الإنجليزيةانتشارًا قبل عصر الطباعة، حيث عُثر على أكثر من 130 نسخة خطية منها، مما يدلّ على تأثيرها الكبير على الناس في ذلك الوقت.
وينقسم النص إلى سبعة أقسام: خطيئة الإنسان، وطبيعة العالم الزائلة، والموت، والمطهر، ويوم القيامة وعلاماته، والنار، والجنة.

## التاريخ والتأليف
يُعدّ تحديد تاريخ كتابة "وخز الضمير" بدقة أمرًا صعبًا، حيث لا يُشير النصّ بحدّ ذاته إلى أيّ تاريخ محدد، لجأ الباحثون إلى تحليل الأعمال التي ذكرت "وخز الضمير" أو اقتبست منها، لتحديد فترة زمنية محتملة لكتابة القصيدة. فمن خلال معرفة تاريخ كتابة تلك الأعمال، يمكن استنتاج أنّ "وخز الضمير" قد كُتبت قبلها أو في نفس الفترة على الأقلّ. استنادًا إلى هذه الطريقة، يحدّد محرّرو القصيدة تاريخ كتابتها في «الربع الثاني من القرن الرابع عشر»، أي ما بين عامي 1325 و 1350. 
لا تُشير القصيدة بأيّ شكلٍ من الأشكال إلى هوية من كتبها، ممّا جعل مهمة تحديد كاتبها مُعقدةً ومفتوحةً للنقاش. تنسبها خمس مخطوطات إلى ريتشارد رول [الإنجليزية]، وثلاثة تنسبها إلى روبرت جروسيتيستي، وواحدة تنسبها إلى ألكوين يورك. الإسنادان الأخيران مستحيلان من الناحية التاريخية، كما تُشير هوب إميلي ألين [الإنجليزية]، وهي خبيرة بارزة في أعمال ريتشارد رول، إلى أنّ الأدلة غير كافية لنسب القصيدة إليه بشكلٍ قاطع. لذلك يعتبر العلماء المعاصرون القصيدة مجهولة المصدر.

## التأثير
يمكن الحكم على شعبية "وخز الضمير" من حقيقة أنها موجودة في حوالي 130 مخطوطة - أكثر من أي قصيدة أخرى باللغة الإنجليزية القديمة أو المتوسطة. امتلك عدد كبير من رجال الدين والرجال والنساء العاديين مخطوطات القصيدة أو كان بإمكانهم الوصول إليها؛ من المعروف أن أغنيس باستون، أحد أفراد العائلة التي أنتجت رسائل باستون [الإنجليزية]، قد استعارت نسخة من مدينة غريت يارموث [الإنجليزية].
يذكر جون ليدغيت [الإنجليزية] القصيدة في كتابه سقوط الأمراء [الإنجليزية]، وقد لمّح إليها تشوسر في بداية حكاية بارسون [الإنجليزية]، آخر حكايات كانتربري.

### المظهر في الزجاج الملون

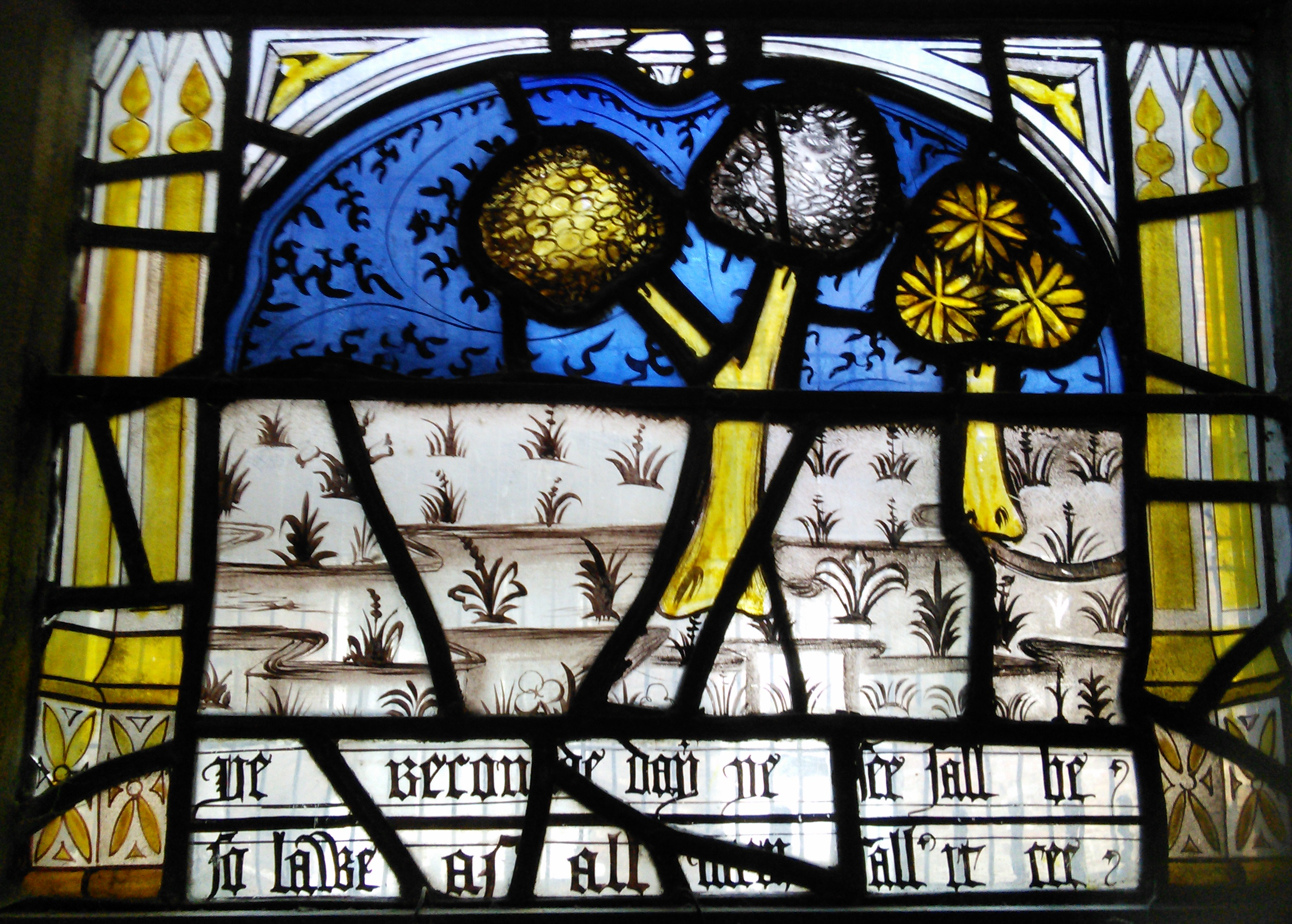
اللوحة المركزية السفلية لنافذة وخز الضمير في كنيسة جميع القديسين، شارع نورث، يورك، تظهر العلامة الثانية للهلاك: "في اليوم الثاني، أرى أن كل شيء سيكون قانونيًا كما يراه جميع الرجال" (راجع "يجب أن تكون ضربة اليوم الثاني منخفضة/ أن Unnethe Men shul Hitte Knowe" في نسخة المخطوطة الرئيسية، ll. 5.753-54).

على نحو غير عادي، تظهر المقاطع والرسوم التوضيحية لرواية علامات الهلاك الخمسة عشر [الإنجليزية] في وخز الضمير في شكل زجاج ملون في "نافذة وخز الضمير" في كنيسة جميع القديسين، شارع نورث بيورك [الإنجليزية]. يُعتقد أن النافذة قد بُنيت حوالي عام 1410-1420.